# Magyar szentek és boldogok listája

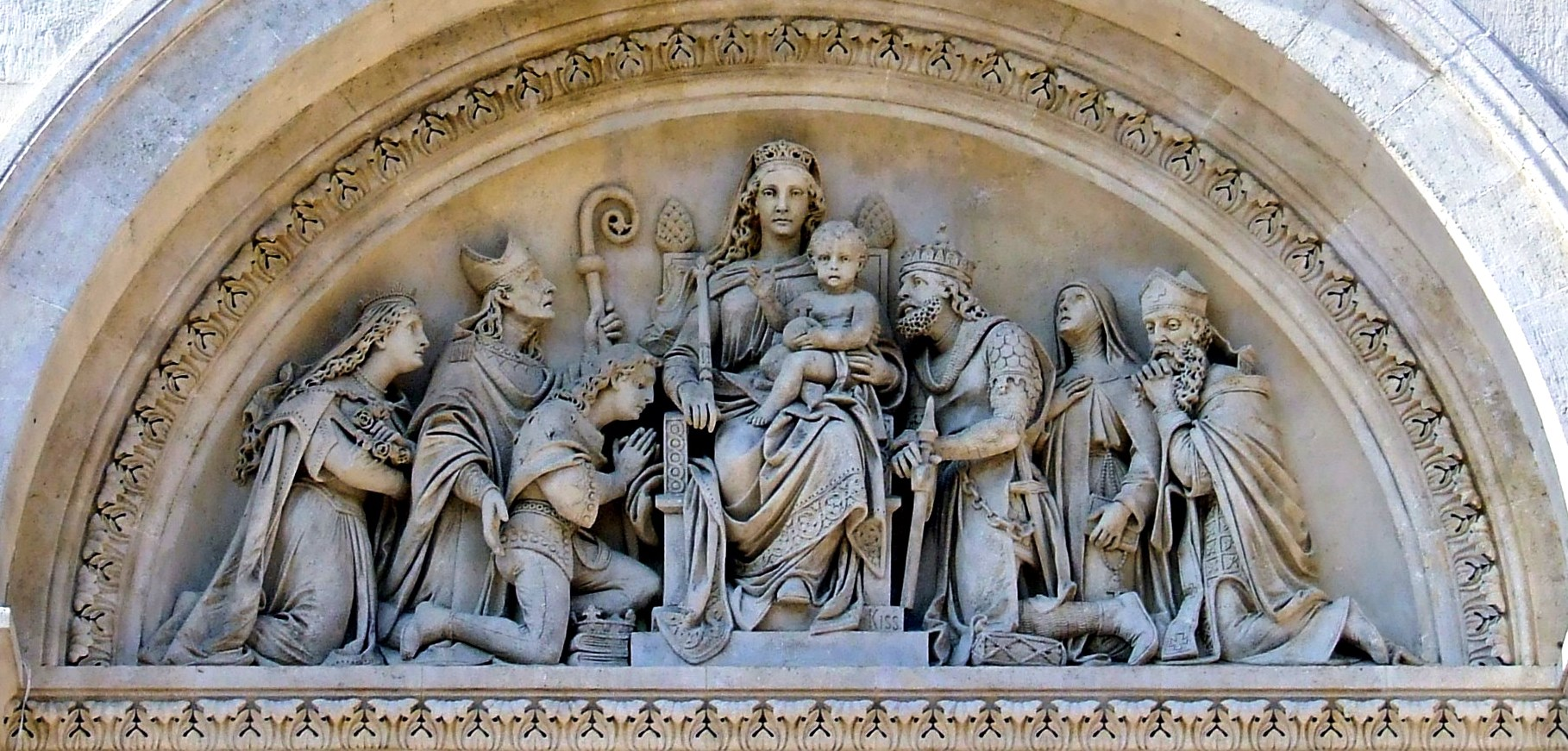
Magyar szentek hódolata a Magyarok Nagyasszonya előtt.
Dombormű a pécsi székesegyház bejárata felett. Kiss György szobrászművész alkotása (1891)

A Magyarországhoz kötődő szentek és boldogok listája – haláluk időrendjében.

## Szentek, boldogok, tiszteletre méltók

### Szentek
- Szent Zoerard-András (? – kb. 1010)
- Zoborhegyi Szent Benedek (? – kb. 1013)
- Árpád-házi Szent Imre (kb. 1007 – 1031)
- Árpád-házi Szent István (967/969/975 – 1038)
- Szent Asztrik (? – 1036/1039/1040)
- Szent Günter (kb. 955 – 1045)
- Szent Gellért (kb. 980 – 1046)
- Szent Beszteréd (? – 1046)
- Pécsi Szent Mór (kb. 1000 – kb. 1070)
- Skóciai Szent Margit (1047 – 1093)
- Árpád-házi Szent László (1046 – 1095)
- Árpád-házi Szent Piroska (ortodox szent, 1080 – 1143)
- Árpád-házi Szent Erzsébet (1207 – 1231)
- Árpád-házi Szent Margit (1242 – 1270)
- Prágai Szent Ágnes (1205 – 1282)
- Árpád-házi Szent Kinga (1224 – 1292)
- Toulouse-i Szent Lajos (1275 – 1297)
- Portugáliai Szent Erzsébet (1277 – 1336)
- Szent Hedvig (1373 – 1399)
- Kapisztrán Szent János (1386 – 1456)
- Szent Márk, István és Menyhért kassai vértanúk (1588 – 1619), (1584 – 1619), (1582 – 1619)
- Szentéletű Magyar Mózes (az ortodox egyház szentje, †1043-1051 k., emléke: július 26.)

### Boldogok
- Boldog Sebestyén (950–970 közt – 1036)
- Boldog Gizella (kb. 980 – 1050/60)
- Magyar Boldog Pál (kb. 1180 – 1241)
- Boldog Buzád (? – 1243)
- Boldog Özséb (kb. 1200 – 1270)
- Magyar Boldog Ilona (1200/1220 – kb. 1270)
- Boldog Gertrúd (1227 – 1297)
- Árpád-házi Boldog Jolán (1235/39 – 1298)
- Árpád-házi Boldog Erzsébet özvegy (kb. 1260 – kb. 1320)
- Boldog Csák Móric[2] (kb. 1270 – 1336)
- Árpád-házi Boldog Erzsébet szűz (1292–1338)
- Eszkandéli Máté (? – kb. 1399)[3]
- Boldog Bátori László[4] (kb. 1420 – 1456 vagy 1484 után)
- Boldog Temesvári Pelbárt[5] (kb. 1435 – 1504)
- Boldog IV. Károly király (1887 – 1922) - boldoggá avatva: 2004[6]
- Boldog Batthyány-Strattmann László (1870 – 1931) - boldoggá avatva: 2003[6]
- Boldog Salkaházi Sára SSS (1899 – 1944) - boldoggá avatva: 2006[6]
- Boldog Apor Vilmos (1892 – 1945) - boldoggá avatva: 1997[6]
- Boldog Romzsa Tódor (1911 – 1947) - boldoggá avatva: 2001[6]
- Boldog Meszlényi Zoltán (1892 – 1951) - boldoggá avatva: 2009[6]
- Boldog Bogdánffy Szilárd (1911 – 1953) - boldoggá avatva: 2010[6]
- Boldog Scheffler János (1887 – 1952) - boldoggá avatva: 2011[7]
- Boldog Sándor István SDB (1914 – 1953) - boldoggá avatva: 2013[8]
- Boldog Brenner János (1931 – 1957) - boldoggá avatva: 2018[9]

### Tiszteletre méltók
Magyar tiszteletre méltók, akiknek folyamatban van a boldoggá avatásuk
- Ambrus György (1923 – 1960)
- Bálint Sándor (1904 – 1980)
- Bódi Mária Magdolna (1921 – 1945) boldoggá avatása 2025 Szeptember 6. Veszprém
- Boga Alajos (1886 – 1954)
- Bogner Mária Margit (1905 – 1933)
- Bokor Sándor (1915 – 1972)
- Boros Fortunát Domokos (1895 – 1953)
- Chira Sándor (1897 – 1983)
- Csepellényi György (1626 – 1674)
- Endrédy Vendel (1895 – 1981)
- Fekete János (1908 – 1952)
- Gajdátsy Béla (1887 – 1953)
- Györgypál Albert (1914 – 1947)
- Hajdú Gabriella (1915 – 1963)
- Kaszap István (1916 – 1935)
- Kelemen Didák (1683 – 1744)
- Kucsera Ferenc (1892 – 1919)
- Maczalik Győző (1890 – 1953)
- Márton Áron (1896 – 1980)
- Marton Boldizsár Marcell karmelita szerzetes (1887 – 1966)
- Mester Margit Mária (1906 – 1961)
- Mindszenty József hercegprímás (1892 – 1975)
- Orosz Péter (1917 – 1953)
- Sándor Imre (1893 – 1956)
- Torma János (1914 – 1937)
- Vándor József (1909 – 1979)